# Laura Marling
Laura Beatrice Marling (Eversley, 1º febbraio 1990) è una cantautrice britannica.

## Biografia
Spesso paragonata ad artisti come Regina Spektor e Martha Wainwright e considerata l'erede di Joni Mitchell, si è fatta conoscere pubblicando alcuni brani sul suo profilo personale di MySpace, venendo notata dall'etichetta discografica WayOutWest Records, che le ha proposto un contratto e per la quale ha pubblicato il suo primo EP, My Manic and I, nell'agosto 2007.
Nel 2007-2008 collabora come corista nell'album dei Noah and the Whale Peaceful, the World Lays Me Down, con The Rakes in Ten New Messages (accreditata qui come Laura Marlin) e con Mystery Jets nel singolo Young Love.
Dopo essere stata invitata da Jamie T ad esibirsi con lui, ha anche cantato dal vivo con una serie di musicisti britannici tra cui Adam Green (The Moldy Peaches) ed ha partecipato a numerosi festival.
Il suo disco di debutto, Alas, I Cannot Swim, è stato pubblicato nel febbraio 2008 dalla Virgin ottenendo un immediato successo di pubblico e critica venendo nominata al Mercury Prize. Nel corso del 2008 ha inoltre pubblicato alcuni singoli e altri due EP: London Town e Cross Your Fingers.
Ha poi pubblicato il suo secondo album, I Speak Because I Can, nel marzo del 2010, ottenendo un riscontro ancora maggiore che le ha permesso di vincere, nel 2011, un Brit Awards come "Miglior artista femminile britannica".
Il disco, prodotto da Ethan Johns, era stato preceduto dal singolo Goodbye England (Covered in Snow), pubblicato nel dicembre 2009. L'album si è piazzato al quarto posto della Official Albums Chart e ha ricevuto una nomination ai Mercury Prize.
Nel settembre 2011 pubblica il suo terzo lavoro, A Creature I Don't Know prodotto anche questo da Ethan Johns e pubblicato dalla Virgin. Il disco è preceduto dal singolo Sophia, in radio dal mese di luglio e raggiunge, come il precedente, la quarta posizione in classifica.
Nell'ottobre 2012 completa il suo tour negli Stati Uniti e annuncia il quarto album in studio, intitolato Once I Was an Eagle. L'album viene pubblicato nel maggio 2013 ed è preceduto dal singolo Master Hunter (17 aprile 2013). Anche questo disco viene inserito nella lista delle nomination per il Mercury Prize. Once I Was an Eagle ha raggiunto la posizione numero 3 della Official Albums Chart.
Nel marzo 2015 ha pubblicato il suo quinto album in studio, Short Movie, il primo in cui suona la chitarra elettrica. Due anni dopo ha pubblicato il sesto album Semper Femina.
Nel 2017 il suo brano What he wrote è inserito nella colonna sonora del film Corpo e Anima.

## Premi
- 2011 - BRIT Awards - Best British Female
- 2011 - NME Awards - Best Solo Artist

## Discografia

### Album
- 2008 - Alas, I Cannot Swim
- 2010 - I Speak Because I Can
- 2011 - A Creature I Don't Know
- 2013 - Once I Was an Eagle
- 2015 - Short Movie
- 2017 - Semper Femina
- 2020 - Song for Our Daughter
- 2024 - Patterns in Repeat

### EP
- 2007 - My Manic and I
- 2008 - London Town
- 2008 - Cross Your Fingers
- 2010 - Mumford and Sons, Laura Marling and Dharohar Project

### Singoli
- 2008 - Ghosts
- 2008 - Cross Your Fingers/Crawled Out of the Sea
- 2008 - Night Terror
- 2009 - Goodbye England (Covered in Snow)
- 2010 - Devil's Spoke
- 2010 - Rambling Man

## Ascendenza
|                              |   |                    | Genitori             |  |  | Nonni |  |  | Bisnonni               |  |  | Trisnonni                           |  |
|                              |   |                    |                      |  |  |       |  |  | Charles Murray Marling |  |  | William Henry Marling, II baronetto |  |
|                              |   |                    |                      |  |  |       |  |  | Charles Murray Marling |  |  | William Henry Marling, II baronetto |  |
|                              |   | Mary Emily Abraham |                      |  |  |       |  |  | Charles Murray Marling |  |  |                                     |  |
| John Marling, IV baronetto   |   |                    |                      |  |  |       |  |  | Charles Murray Marling |  |  |                                     |  |
|                              |   | Lucia Slade        | John Ramsay Slade    |  |  |       |  |  |                        |  |  |                                     |  |
|                              |   | Lucia Slade        | John Ramsay Slade    |  |  |       |  |  |                        |  |  |                                     |  |
|                              |   | Lucia Slade        | Janet Little Wood    |  |  |       |  |  |                        |  |  |                                     |  |
| Charles Marling, V baronetto |   | Lucia Slade        |                      |  |  |       |  |  |                        |  |  |                                     |  |
|                              |   | Henry Somerset     | Henry Somerset       |  |  |       |  |  |                        |  |  |                                     |  |
|                              |   | Henry Somerset     | Henry Somerset       |  |  |       |  |  |                        |  |  |                                     |  |
|                              |   | Henry Somerset     | Fanny Julia Dixie    |  |  |       |  |  |                        |  |  |                                     |  |
| Georgina Somerset            |   | Henry Somerset     |                      |  |  |       |  |  |                        |  |  |                                     |  |
|                              |   | Evelyn Adamthwaite | William Adamthwaithe |  |  |       |  |  |                        |  |  |                                     |  |
|                              |   | Evelyn Adamthwaite | William Adamthwaithe |  |  |       |  |  |                        |  |  |                                     |  |
|                              |   | Evelyn Adamthwaite | …                    |  |  |       |  |  |                        |  |  |                                     |  |
| Laura Marling                |   | Evelyn Adamthwaite |                      |  |  |       |  |  |                        |  |  |                                     |  |
|                              | … | …                  |                      |  |  |       |  |  |                        |  |  |                                     |  |
|                              | … | …                  |                      |  |  |       |  |  |                        |  |  |                                     |  |
|                              | … | …                  |                      |  |  |       |  |  |                        |  |  |                                     |  |
| Thomas Futrille              | … |                    |                      |  |  |       |  |  |                        |  |  |                                     |  |
|                              |   | …                  | …                    |  |  |       |  |  |                        |  |  |                                     |  |
|                              |   | …                  | …                    |  |  |       |  |  |                        |  |  |                                     |  |
|                              |   | …                  | …                    |  |  |       |  |  |                        |  |  |                                     |  |
| Judi Futrille                |   | …                  |                      |  |  |       |  |  |                        |  |  |                                     |  |
|                              |   | …                  | …                    |  |  |       |  |  |                        |  |  |                                     |  |
|                              |   | …                  | …                    |  |  |       |  |  |                        |  |  |                                     |  |
|                              |   | …                  | …                    |  |  |       |  |  |                        |  |  |                                     |  |
| …                            |   | …                  |                      |  |  |       |  |  |                        |  |  |                                     |  |
|                              |   | …                  | …                    |  |  |       |  |  |                        |  |  |                                     |  |
|                              |   | …                  | …                    |  |  |       |  |  |                        |  |  |                                     |  |
|                              |   | …                  | …                    |  |  |       |  |  |                        |  |  |                                     |  |
|                              |   | …                  |                      |  |  |       |  |  |                        |  |  |                                     |  |